# Orcs (Terra Média)
Orcs, ou Orks, ou ainda Orques, são, nas obras de J. R. R. Tolkien, criaturas usadas como soldados pelos vilões das obras O Senhor dos Anéis e O Silmarillion, ou mais especificamente Morgoth, Sauron e Saruman. Eles também têm participação em O Hobbit, livro anterior ao Senhor dos Anéis.
Embora sejam estúpidos, são retratados como seres infelizes, que odeiam todos, incluindo a si mesmos e aos seus mestres, que servem por medo. São incapazes de fazer coisas belas como os Elfos, mas conseguem criar instrumentos para ferir e destruir.
Nas diferentes línguas da Terra-média, orc (palavra usada no Condado) assume as seguintes formas:
- Alto-élfico: Urko / pl. Urqui
- Élfico-cinzento: Orch / pl. Yrch
- Khuzdul: Rukhs / pl. Rakhâs
- Idioma dos Drúedain: Gorgûn
- Língua Negra de Mordor: Uruk

Entretanto, Uruk era usado somente para os Uruk-hai, uma classe específica de Orc. Os Elfos-cinzentos referiam-se aos orcs como a "horda barulhenta".

## Aparência
São descritos como criaturas humanoides feias, geralmente menor do que os Humanos. Muitos têm braços compridos como macacos, e costas e pernas arqueadas. Seu sangue é negro e azedo, remanescências de corpos ressuscitados.
Tolkien os descreve em uma carta: "[…] são (ou eram) atarracados, largos, com nariz achatado, pele desbotada e olhos oblíquos […]"
Os Orcs nas adaptações de Peter Jackson tem aparência parecida, indo na mesma direção da descrição de Tolkien.

## Tipos
Havia muitas variações entre os orcs. Os exemplos mais óbvios são os Uruk-hai, que eram maiores e mais fortes. Orcs menores e mais fracos que os Uruk-hai eram por eles chamados de Snaga, ou Escravo. Havia também variações quanto às funções: Sauron aparentemente criou tipos especializados, como os soldados Uruk-hai ou os orcs menores aptos a perseguições. Os Uruk-hai criados por Saruman eram diferentes dos de Sauron: eram mais altos e tinham proporções mais humanas. Em A História da Terra-média, J.R.R.Tolkien menciona Maiar que encarnam em corpos de orcs, os Boldogs, que serão vistos mais adiante. 
Saruman provavelmente criou sua própria classe de orcs modificados, havendo pistas nos escritos de Tolkien de que ele talvez tenha cruzado Uruks com humanos, e por isso eles podiam caminhar sob o sol, mesmo que odiassem fazê-lo. Entretanto, isso nunca foi diretamente afirmado.

## Cultura
Tolkien não disserta muito sobre a cultura e costumes dos orcs. Entretanto, é afirmado que eles têm algum talento para curar ferimentos. Também é sabido que sua armadura, embora inferior àquelas dos Elfos e Anões, é bastante eficiente. Além disso, eles usavam flechas e lâminas envenenadas. Cantavam canções horríveis e podiam criar máquinas de tortura.

## Alimentação
Em O Hobbit, Tolkien indica que os orcs estão sempre famintos. Comem todo tipo de carne, até a de homens e cavalos.
Em O Senhor dos Anéis - As Duas Torres (o filme), os orcs que capturam Merry e Pippin discutem se deveriam ou não comer os hobbits. Neste momento, um dos orcs que teve a ideia tenta investir contra os pequenos, mas é impedido pelo líder da horda, que lhe corta a cabeça. Então, o próprio líder avisa aos demais que "a carne voltou a fazer parte do cardápio", e pouco antes da chegada dos cavaleiros de Éomer eles destrincham as vísceras do companheiro morto num ato desesperado de canibalismo.

## Língua
Os orcs não tinham língua própria, somente uma coletânea de palavras corrompidas oriundas de várias outras línguas. Entretanto, cada tribo desenvolveu dialetos que eram bastante diferentes entre si, de modo que quando necessário, eles usavam o Westron, a Língua Geral, embora com um sotaque cruel. Algumas palavras são oriundas da Língua Negra de Mordor, que passou a ser largamente usada na Terceira Era, quando Sauron retomou o poder.

## Origem
A origem dos orcs é uma questão em aberto. Na obra de Tolkien, o mal é incapaz de criar seres com vontade independente, já que a Chama Imperecível estava com Eru Ilúvatar. Por isso, é improvável que o ex-Vala Morgoth, o primeiro a criá-los, pudesse fazer isso. Uma carta de Tolkien afirma que orcs-fêmeas existiam de fato. De acordo com a mais antiga teoria de Tolkien, os orcs eram feitos de pedra e lodo e animados por feitiços de Morgoth.
Outra teoria bastante difundida é a de que Morgoth, incapaz de criar seres independentes de sua vontade, torturou e mutilou Elfos, da divisão dos Avari, tornando-os orcs. Isso tornaria os orcs imortais, o que seria inconsistente, mesmo que não impossível, já que Tolkien nada menciona sobre isso. Se eles fossem de fato imortais, seus espíritos jamais sairiam dos Palácios de Mandos, devido a sua grande maldade. Algumas evidências apontam para o fato de que se não são imortais, os orcs ao menos vivem muito. Essa última teoria é a mais aceita, já que é a que apresentada em O Silmarillion como sendo a explicação do próprio autor.

## Maiar caídos
Há pistas em A História da Terra-média de que alguns líderes-orcs, como Boldog na Primeira  Era, ou o Grande Orc (Goblin no original) encontrado por Bilbo e pelos Anões, sejam na verdade Maiar na forma de orcs, já que os Maiar, e muitos entre eles a serviço de Morgoth, podiam, como seu mestre, assumir formas visíveis no Reino de Arda. Como afirma Tolkien: "É possível que Boldog não seja um nome pessoal, mas sim um título, ou ainda o nome de um tipo de criatura: os Maiar na forma de orc, menos formidáveis apenas do que os Balrogs."

## Influência e controvérsias
Veja o artigo Orc
Os orcs de Tolkien são uma grande influência nas histórias de fantasias e jogos, já que são precursores de Orcs de diferentes características. Os orcs de Warhammer Fantasy, Forgotten Realms, Warcraft e outros diferem dos de Tolkien por serem mais altos e maiores que humanos, e tendo usualmente a pele esverdeada.
C.S.Lewis pode ter colocado uma referência aos orcs criados por seu amigo em O Leão, a Feiticeira e o Guarda-roupa. Quando Aslan chega à Mesa de Pedra, o narrador menciona muitas criaturas maldosas que se reuniram em torno da Feiticeira Branca - incluindo "Orknies".
Apesar de tudo, a forma de retratação dos Orcs acabou gerando certo desconforto entre algumas comunidades, sendo, inclusive, levantado viés racista na obra de Tolkien.
1. ↑  Tolkien, J. R. R. (John Ronald Reuel), 1892-1973.; Tolkien, Christopher. (1981). The letters of J.R.R. Tolkien. Boston: Houghton Mifflin. ISBN 0395315557. OCLC 7671235
2. ↑  Tally, Jr., Robert (15 de outubro de 2010). «Let Us Now Praise Famous Orcs: Simple Humanity in Tolkien's Inhuman Creatures». Mythlore: A Journal of J.R.R. Tolkien, C.S. Lewis, Charles Williams, and Mythopoeic Literature. 29 (1). ISSN 0146-9339
3. ↑  www.taylorfrancis.com. doi:10.4324/9781315245461-12 https://www.taylorfrancis.com/books/e/9781315245461/chapters/10.4324/9781315245461-12. Consultado em 1 de outubro de 2019 Em falta ou vazio |título= (ajuda)
4. 1 2  Rosebury, B. (27 de julho de 2016). Tolkien: A Critical Assessment (em inglês). [S.l.]: Springer. ISBN 9781349221332
5. ↑  Rosebury, B. (21 de outubro de 2003). Tolkien: A Cultural Phenomenon (em inglês). [S.l.]: Springer. ISBN 9780230599987
6. ↑  Fimi, Dimitra. (2009). Tolkien, race, and cultural history : from fairies to Hobbits. New York: Palgrave Macmillan. ISBN 0230219519. OCLC 222251097
7. ↑  Rearick, Anderson (2004). «Why is the Only Good Orc a Dead Orc? The Dark Face of Racism Examined in Tolkien's World». MFS Modern Fiction Studies (em inglês). 50 (4): 861–874. ISSN 1080-658X. doi:10.1353/mfs.2005.0008
8. ↑  «The Lord of the Rings rooted in racism: Academic». www.rediff.com. Consultado em 1 de outubro de 2019